# Elektrochirurgie
Elektrochirurgie je aplikace vysokofrekvenčního elektrického proudu k řezání, koagulaci, nebo vysoušení biologické tkáně. Elektrochirurgický přístroj se skládá z generátoru vysokofrekvenčního proudu a elektrochirurgického nástroje.

## Historie
První použití komerčního elektrochirurgického generátoru na operačním sále se datuje do roku 1926. Prvním, kdo operaci prováděl, byl americký neurochirurg a průkopník mozkové chirurgie Dr. Harvey Williams Cushing (8. dubna 1869 – 7. října 1939).

## Princip činnosti
Mezi dvěma opačně nabitými elektrodami se tvoří elektrické pole, které vyvíjí sílu na elektricky nabité částice. Vlivem této síly se částice pohybují. Jejich pohyb se nazývá elektrický proud. V kovech a polovodičích jsou takovými částicemi především elektrony. V tekutinách jsou nosiči elektrického proudu především ionty. V biologických tkáních je elektrická vodivost zajištěna zejména mezibuněčnou tekutinou, ionty. Přechod mezi elektronovou a iontovou vodivostí na rozhraní vodič–elektrolyt se řídí pravidly chemických procesů. Podle Ohmova zákona je proud úměrný podílu napětí a odporu.
{\displaystyle I={\frac {U}{R}}}
Proud tekoucí skrz rezistor (odpor tkáně vůči průchodu elektrického proudu) vytváří Jouleovo teplo. Elektrická energie se mění na tepelnou. Kolik tepla se vytvoří, závisí na napětí U a proudu I.
{\displaystyle P=U\cdot I=I^{2}\cdot R={\frac {U^{2}}{R}}}
P nazýváme elektrickým výkonem. Růst teploty v čase je přímo úměrný tomuto výkonu. Vliv na ni má však i měrná tepelná kapacita c a hmotnost m. Hmotné objekty se při stejném dodaném výkonu zahřívají méně.
{\displaystyle {\frac {dT}{dt}}={\frac {P}{c\cdot m}}.}
Je ale potřeba zanedbat vedení tepla. Proudová hustota j představuje koncentraci elektrického proudu. Čím více proudu prochází stejným průřezem, tím je proudová hustota větší. Obdobně je to i s hustotou výkonu p. Ta je na proudové hustotě a rezistivitě ρ závislá takto:
{\displaystyle p=j^{2}\cdot g}
A konečně růst teploty v tkáni je úměrný zmíněné hustotě výkonu a nepřímo specifické tepelné kapacitě tkáně a její hustotě ρ. Pozor! V následujícím vzorci je ρ v roli hustoty, nikoli rezistivity.
{\displaystyle {\frac {dT}{dt}}={\frac {p}{c\cdot {\rho }}}.}

## Uspořádání elektrod
Rozlišujeme dva způsoby použití elektrochirurgického přístroje.

### Monopolární
Monopolární topologie je následující. Jedna z elektrod, nazvěme ji neutrální, má s pacientem velkou kontaktní plochu, aby se procházející proud mohl rozprostřít. Podle předchozího odstavce víme, že se objemné objekty při stejném dodaném výkonu zahřívají méně. Proud tak může nerušeně projít do pacienta a pak jeho tělem. Proč to tělu nevadí, se dozvíme níže. Proud je přitahován druhou elektrodou. Nazvěme ji aplikátor. Tato elektroda zastupující například funkci skalpelu je oproti neutrální elektrodě mnohem menší. Proud procházející pacientem se tedy musí v místě kontaktu aplikátoru s tkání koncentrovat do malé plochy. Malá plocha = velká proudová hustota = růst teploty. Teplota je tak vysoká a koncentrovaná v malém objemu, že dochází k destrukci tkáně. Dodaný výkon a tvar časového průběhu střídavého proudu má různý vliv na zasaženou tkáň.

Poměr špičkové ku střední hodnotě

Různé průběhy proudu mají tedy různé aplikace. Měřítkem je poměr špičkové hodnoty proudu respektive výkonu ku jeho střední hodnotě. V angličtině Crest Factor nebo také PAR (Peak-to-Average Ratio), případně PAPR (Peak-to-Average Power Ratio). K pochopení této hodnoty slouží obrázek vpravo a následující vzorce. Pokud je výška obdélníkového pulzu jednotková, je střední hodnota takového průběhu rovna {\displaystyle {\sqrt {\frac {t_{1}}{T}}}} a poměr špičkové hodnoty ku střední je {\displaystyle {\sqrt {\frac {T}{t_{1}}}}}.
řez
Je-li výkonová hustota v místě střetu aplikátoru s tkání dostatečně vysoká, dojde vlivem teploty k odpaření vody v tkáni. Protože ale vodní pára není za normálních podmínek vodivá, brání průchodu proudu. je-li však napětí mezi elektrodami dostatečně velké ionizuje se přítomná pára a vznikne vodivé plazma. Pára a částečky tkáně jsou vyvrženy a formuje se trhlina. Pro dosažení maximálního výkonu mají aplikátory určené pro řez tvar tenkého skalpelu či smyčky z tenkého drátku.
koagulace
Pro koagulaci je potřeba průběh s malou střední hodnotou proudu. Vztaženo k obrázku výše, {\displaystyle t_{1}<<T}. Teplota není dostatečná k odpaření vody, ale způsobuje srážení tkáně. Koagulace je vhodná k zastavení drobného krvácení. Aplikátor má obyčejně tvar kuličky. K postříbřeným aplikátorům operovaná tkáň hůře přilne.
fulgurace
Je způsob aplikace, kdy nedochází k přímému kontaktu mezi aplikátorem a tkání. Vlivem krátkých vysokých špiček v průběhu (řádově kilovolty) dochází k ionizaci vzduchu a tvorbě elektrického oblouku. Působení takového proudu je více povrchové než u řezu a také více plošné. Aplikátor má tvar kuličky. Dle normy je fulgurace "forma koagulace využívající dlouhých (0,5 mm nebo více) elektrických jisker k zahřívání povrchů tkáně povrchově bez záměrného mechanického kontaktu mezi aktivní elektrodou a tkání."

### Bipolární
Bipolární aplikátor je svým tvarem nejvíce podobný pinzetě. Každé její rameno představuje jednu elektrodu. Aktivní jsou samozřejmě jen odhalené kovové konce a zbylá část je izolovaná. Proud v tomto případě teče pouze mezi oběma konci pinzety. Tato topologie je vhodná k nahrazení podvazování cév. K bipolárnímu aplikátoru není potřeba 'neutrální elektroda'.

## Nebezpečí
Nebezpečí představují v elektrochirurgii unikající proudy. Dojde-li k uzemnění pacienta i v jiném místě, než neutrální elektrodou (například dotykem kovové části lůžka), uniká proud procházející pacientem i tímto místem. Není-li plocha kontaktu dostatečně velká, dochází k témuž efektu jako v místě dotyku těla a plikátoru. Tyto popáleniny ovšem nejsou žádoucí. Přístroje je proto nutné vybavit kontrolním systémem, který v případě zaznamenání unikajících proudů okamžitě odstaví přístroj. Kontrolní systém obyčejně měří přijatý výkon a to mnohokrát za sekundu.

## Současnost
V současnosti jsou na trhu k dostání přístroje pro dva operatéry. Celkový výkon (součet výkonů použitých oběma operatéry v jeden okamžik) je omezen normou na 400W. Některé takovéto kombinované přístroje jsou omezeny pouze na paralelní koagulaci, jiné jen nedovolí každému z operatérů použít různý výkon, či různý mód činnosti. Oba operatéři musí buď koagulovat, nebo oba používat řez.
Další novinkou je operace v argonové atmosféře, kdy je operované místo chráněno inertním plynem (argonem) před kyslíkem, který způsobuje nežádoucí karbonizaci operované tkáně. Vyrábějí se elektrochirurgické přístroje se zabudovanou argonovou jednotkou a nebo s Ar jednotkou, která se dá k elektrochirurgickému přístroji připojit.
Doplňujícím zařízením elektrochirurgického systému by měla být odsávačka zplodin. Některé přístroje mají odsávačku přímo zabudovanou, nebo je lze o odsávačku nepříjemně "vonících" a zvláště nebezpečných zplodin - při operaci maligních (zhoubných), premaligních a nebo jen suspektních (podezřelých) nádorů, které vznikají při aplikaci elektrochirurgie doplnit. Odsávačka je důležitou součástí z hlediska bezpečnosti. Nicméně je opomíjená, neboť se významně podílí na celkové ceně. Český výrobce elektrochirurgických systémů (SMT Praha)ji začal vyrábět a nabídl na trh v roce 2011 za přijatelnou cenu.